# 西大庙站
西大庙站是一个京承线上的铁路车站，位于中华人民共和国河北省承德市承德县双峰寺镇，建于1957年，目前为四等站，目前客运：办理旅客乘降；不办理行李、包裹托运；不办理货运营业 。